# Phylica retrorsa
Phylica retrorsa är en brakvedsväxtart som beskrevs av Ernst Meyer. Phylica retrorsa ingår i släktet Phylica och familjen brakvedsväxter. Inga underarter finns listade i Catalogue of Life.